# Wanda Szyksznian

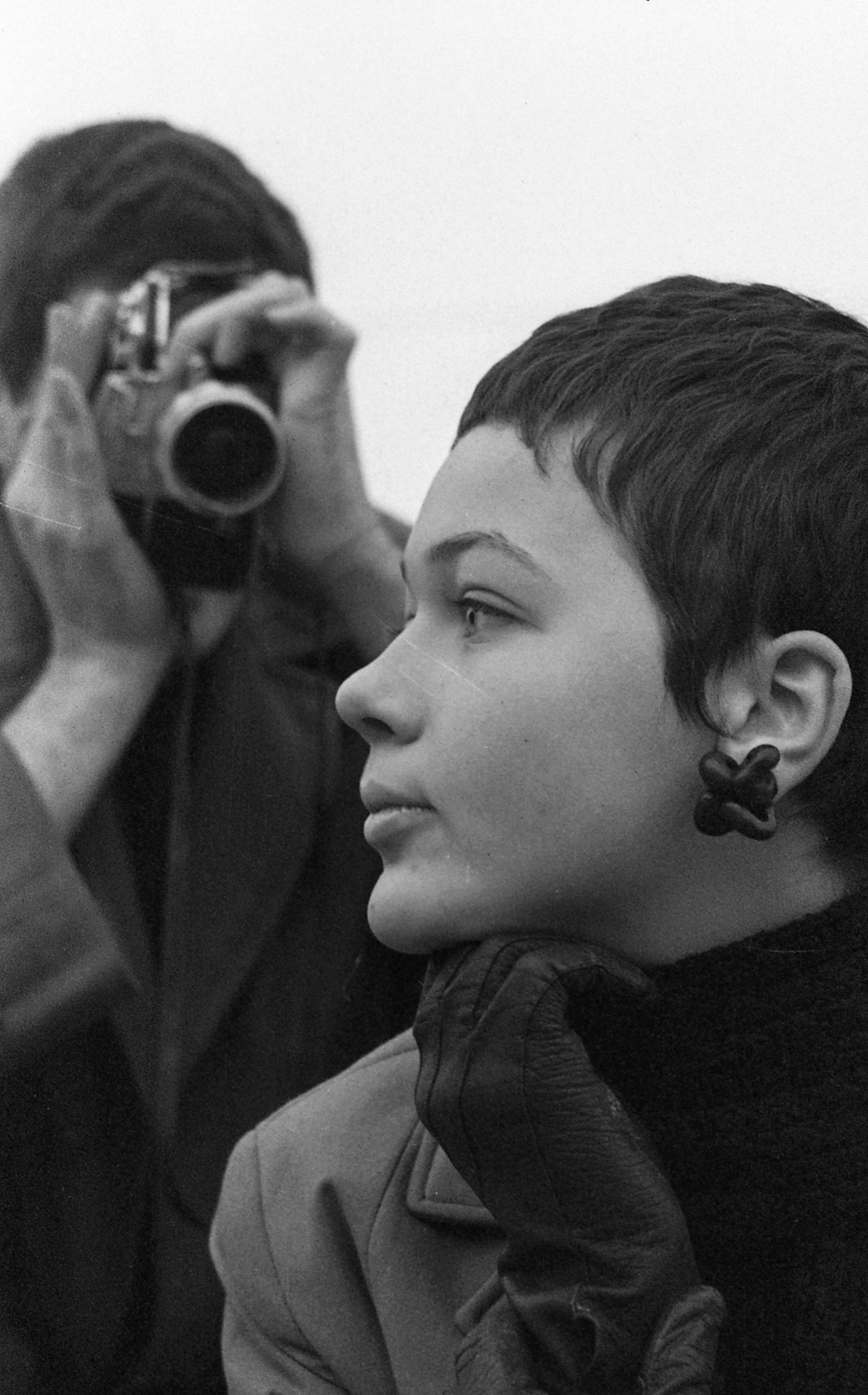
Wanda Szyksznian (1972)

Wanda Szyksznian (* 26. April 1948 in Budapest) ist eine ungarische Grafikerin und Hochschullehrerin.

## Leben
Szyksznian ist die Tochter eines Polen, der 1939 als Soldat nach Ungarn kam und dort heiratete. Schon im Alter von 13 bis 14 Jahren wollte sie Plakatgestalterin werden. Als in der Schule die Aufgabe gestellt wurde, ein Plakat zum Frauentag zu entwerfen und sie dieses erfolgreich bewältigte, wurde ihr Wunsch noch verstärkt. Sie gab das Klavierspiel auf, das sie einige Jahre betrieben hatte, um sich ganz auf ihr Ziel zu konzentrieren. Nach dem Besuch des kunstgewerblichen Fachgymnasiums studierte sie an der Ungarischen Akademie der Bildenden Künste bei Aurél Bernáth und György Konecsni und machte dort ihr Diplom im Bereich Grafik.
1968 gestaltete sie zum ersten Mal ein Plakat für ein Konzert der ungarischen Beat-Gruppe Illés, das im Theater Egyetemi Színpad im V. Bezirk Budapests stattfand. Es kam zu einer längeren Zusammenarbeit, bei der sie verschiedene Schallplattenhüllen dieser Gruppe gestaltete, unter anderem für das bekannte Album Illések és pofonok. Auch für andere ungarische Musiker wie Zsuzsa Koncz, Judit Halász, János Bródy oder das Jazz-Trio Vukán-Berkes-Kőszegi entwarf sie Schallplattenhüllen. Weiterhin illustrierte sie Bücher und entwarf Plakate für Filme wie Dögkeselyű, Derszu Uzala, Herkulesfürdői emlék sowie für die Rockoper István, a király. Daneben war sie als Werbegrafikerin für verschiedene ungarische Firmen tätig wie MOKÉP (Mozgókép-forgalmazási Vállalat), MKKE (Magyar Könyvkiadók és Könyvterjesztők Egyesülése), Tungsram, den Lehrbuchverlag Tankönyvkiadó oder die pharmazeutische Firma Kőbányai Gyógyszerárugyár. Seit 2000 ist sie in Budapest als Dozentin an der Universität tätig.

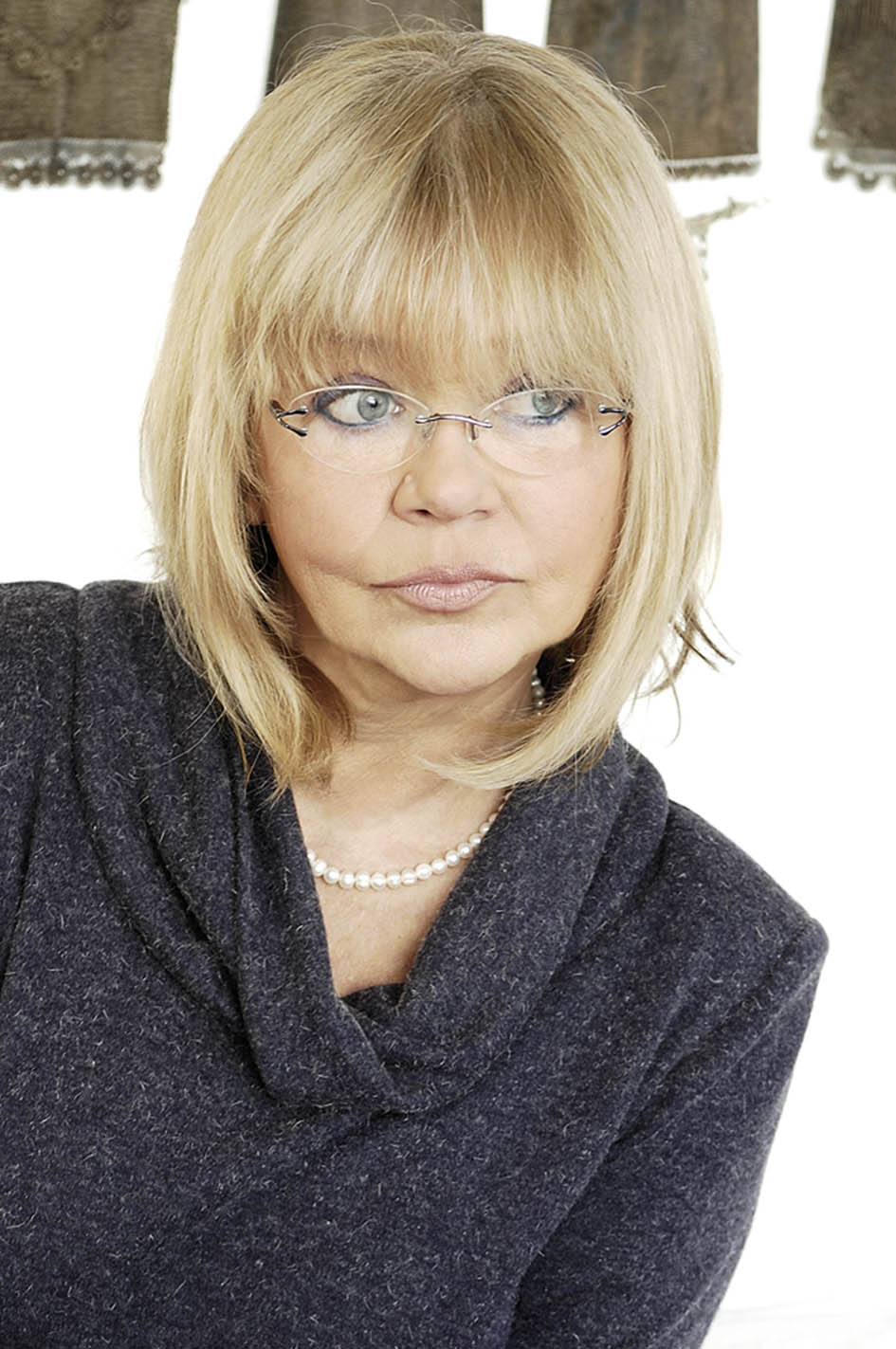
Wanda Szyksznian (2010)

## Ausstellungen
Seit 1973 waren ihre Werke in Einzel- wie Gruppenausstellungen in verschiedenen Städten Ungarns zu sehen. In der zweiten Hälfte der 1990er Jahre waren Werke von ihr in Essen und Stuttgart ausgestellt, 2000 im Ungarischen Pavillon der Weltausstellung in Hannover. Anfang 2018 gab es in dem Museum Szombathelyi Képtár in Szombathely anlässlich ihres 70. Geburtstags eine Ausstellung zu ihrem Lebenswerk.

## Würdigung
Szyksznian hat eine Reihe von Preisen erhalten, in den 1970er Jahren dreimal einen Preis des Musikproduzenten Hungaroton, 1980 einen Preis für ihre Buchillustrationen und 2000 den Noémi-Ferenczy-Preis. 1998 erschien bei Novoprint Kiadó ein Buch, in dem ihre Werke präsentiert werden.

## Buchillustrationen (Auswahl)
- Wanda Szyksznian: Jó reggelt, jó reggelt, kedves liliomszál. Móra Ferenc Kiadó, Budapest 1976.
- Zsuzsa Moldoványi: Hóc, hóc, katona. Bölcsődések verseskönyve. Móra Ferenc Kiadó, Budapest 1977.
- Lőrinc Szabó: Falusi hangverseny. Móra Ferenc Ifjúsági Könyvkiadó, Budapest 1977.
- Aliz Mosonyi: Pimpalin köpenye.  Móra Ferenc Kiadó, Budapest 1978.
- Mihály Csokonai Vitéz: Tavasz. Móra Ferenc Kiadó, Budapest 1978.
- József Annus: Kodács király csatái.  Móra Ferenc Kiadó, Budapest 1983, ISBN 963-11-3026-6.
- Éva T. Aszódi: Nefelejcs : szép magyar versek kisiskolásoknak. Móra Ferenc Kiadó, Budapest 1991, ISBN 963-11-6694-5.
- György Jólesz: Zsófi és a szombati varázslatok. Héttorony Könyvkiadó, Budapest 1994, ISBN 963-7855-60-2.
- Júlia Bácskai: Együttélősdi. Korona Kiadó, Budapest 1999. ISBN 963-9191-44-2.
- György Kerekes: Jazz Portrék I. – A kezdetektől az ötvenes évekig. Pro Die Kiadó, Budapest 2005, ISBN 963-86914-0-9.
- Gergely Koltay: Őrizz meg engem. Szabad Tér Kiadó, Budapest 2008, ISBN 978-963-9201-26-2.